# LAST TEENAGE APPEARANCE
『LAST TEENAGE APPEARANCE』（ラスト・ティーンエイジ・アピアランス）は、日本のシンガーソングライターである尾崎豊の1作目のライブ・アルバム。副題は「THE MYTH OF YUTAKA OZAKI」（ザ・マイス・オブ・ユタカ・オザキ）。
1987年10月21日にCBS・ソニーからリリースされた。尾崎としては初となるライブ・アルバムであり、プロデューサーとしてYUTAKA OZAKI AND HEART OF KLAXONと記載されている他、須藤晃がコ・プロデューサーとして参加している。本作は尾崎による10代の活動記録の集大成として、須藤によって企画および制作が進められ、尾崎自身は全く関与していない。
10代最後となった同名のコンサートツアーの内、1985年11月15日の代々木オリンピックプール公演の模様を収録、当日演奏された全20曲の中から13曲が収録された。収録曲は1枚目のアルバム『十七歳の地図』（1983年）および2枚目のアルバム『回帰線』（1985年）を中心に、公演時にはリリースされていなかった3枚目のアルバム『壊れた扉から』（1985年）の収録曲からも選曲されている。本作はオリコンアルバムチャートにおいて最高位第2位を獲得、また1991年の再リリース盤は売り上げ枚数80万枚を超え、日本レコード協会からダブル・プラチナ認定を受けている。

## 背景
尾崎豊は10代最後となる「LAST TEENAGE APPEARANCE」と題したコンサートツアーを、1985年11月1日の四日市市民文化会館から1986年1月1日の福岡国際センターに至るまで全国26都市全27公演を行った。最終日となった福岡国際センター公演終了後に尾崎は無期限活動休止宣言を発表、同年6月に渡米した後はマスメディアなどの媒体にも登場する事がなくなった。ニューヨークに居を構えた尾崎はその後半年ほどを同地で過ごす事となった。
尾崎の渡米中、同ツアーの中から11月15日に行われた代々木オリンピックプール第一体育館でのライブ映像を編集したフジテレビ系テレビ番組『YUTAKA OZAKI Last Teenage Appearance 早すぎる伝説 1985・11・15』が1986年1月14日に放映され、テレビ局やレコード会社に再放送を希望する署名が殺到し、3月25日に再放送されている。同年7月には全国約100カ所で、新宿ルイードでのデビュー公演から代々木オリンピックプール公演までを編集した『もっともっと速く!』がフィルムコンサートとして上映され、約20万人を動員。
1987年1月に尾崎は帰国し、2月10日に所属事務所であるマザーエンタープライズが設立した新レコード会社であるマザーアンドチルドレン設立と同時にCBS・ソニーから同レコード会社へと移籍する事となった。その後新曲やアルバムリリースがないまま、「TREES LINING A STREET TOUR」と題したコンサートツアーを同年7月1日の茨城県民文化センターから1988年1月26日の日本武道館公演まで、51都市全54公演を行う予定であった。しかし9月24日の豊橋勤労福祉会館公演中に倒れ、まともに立っていられない状態であった事から公演は延期となった。さらにその後9月28日の新潟県民会館公演ではリハーサルまでは順調に進んでいたものの、開演直前に楽屋で昏倒したため既に聴衆の入場後であったが公演中止となり、またその後のツアーは半分以上を残したまま全日程の中止が決定された。

## 録音

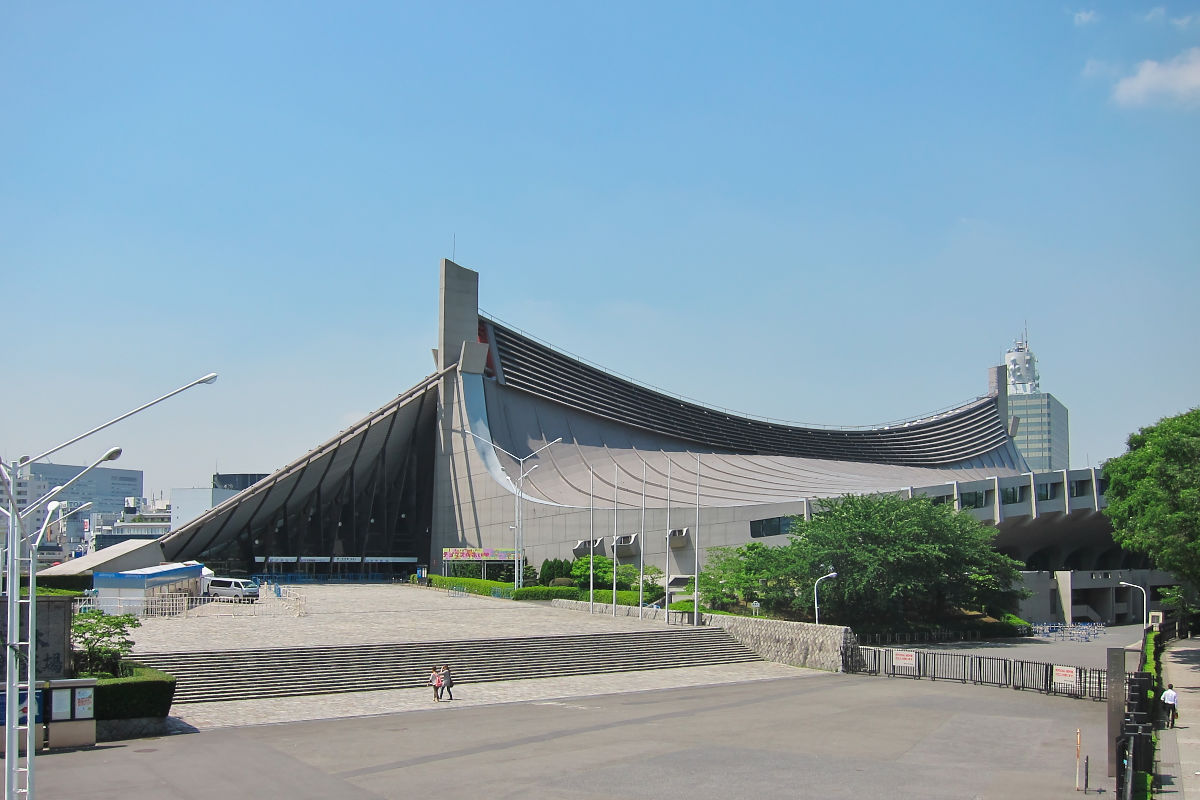
2日間連続公演となった代々木オリンピックプール第一体育館

本作には1985年11月14日、15日の2日間連続となった代々木オリンピックプール公演の内、11月15日の模様が収録されている。同公演のチケットは即日完売となり、2日間で3万人を動員した。
バックバンドである「Heart Of Klaxon」のメンバーは、鴇田靖（ギター）、江口正祥（ギター）、樫原伸彦（ピアノ）、松原博（シンセサイザー）、田口政人（ベース）、吉浦芳一（ドラムス）、阿部剛（サックス）の7名。前回のツアーまで参加していたキーボード担当の井上敦夫がHeart Of Klaxonから脱退する事となり、またアルバムに参加したミュージシャンとの共演を望んだ尾崎の要望により、ピアノ担当として新たに樫原が参加する事となった。1曲めには10代の終結を意味して「卒業」が演奏された。また本ツアーでは尾崎の要望により音色を厚くするという意図とひとつひとつのメロディーを丁寧に演奏するため、ピアノに加えてシンセサイザーが追加された。
当日の「十七歳の地図」演奏時のMCにおいて、「ここにあつまってきてくれたお前らの中に、俺と一緒に本物の愛や真実をみつめようと歩いてゆく連中がいるならば、俺はそいつの為に命を張る」と発言。この発言に対し、周囲からは「クサイ」という意見や「命を張る」という発言は右翼であるなど様々な反応が巻き起こった。

尾崎は後に同ツアーに関して以下のコメントを残している。
ラスト・ティーンエイジ・アピアランス。最後ではなかったんだけれど、自分の意識の中では二十歳を越えて次のステップに踏み出すとき、「おまえらどうしてわかってくれなかったんだろう」と考えたときに、ぼくはいつか必ずこの自分というものの概念や価値観をゼロにしてでもいいから、もう一度君たちと対等に話がしたいと思った。そのために全てを捨てたんだと思う。—尾崎豊, 
月刊カドカワ 1990年12月号

## 構成
本作はソニー専属の音楽プロデューサーである須藤晃によって企画され、10代の活動記録の集大成として制作された。アルバムタイトルは田島照久が提案したものが採用された。須藤は「THE MYTH OF YUTAKA OZAKI（尾崎豊の神話）」を提案し、サブタイトルとして採用される事となった。しかし、尾崎豊自身はこのアルバムの発売を了承したものの、当時方向性を見失った事でうまく作品が作れずに落胆していた。そのため、クレジットにはプロデュースとして名前が載っているが、ミックスダウンにも立ち会わず本作には全く関与しなかった。須藤は後に本作のリリースによって尾崎の苦悩を解消させる事は出来ず、むしろ後退させてしまったのではないかと反省の弁を述べている。
本作には当日演奏された20曲の内、13曲が収録されている。未収録となった曲は「Teenage Blue」、「米軍キャンプ」、「坂の下に見えたあの街に」、「Scrap Alley」、「ハイスクールRock'n'Roll」、「愛の消えた街」、「Freeze Moon」の7曲。未収録となったテイクの内、「Teenage Blue」、「坂の下に見えたあの街に」、「ハイスクールRock'n'Roll」、「Freeze Moon」はライブ・ビデオ『LAST TEENAGE APPEARANCE』（1997年）に収録されている。また、「米軍キャンプ」、「Scrap Alley」の映像は、2005年4月23日にNHK総合テレビ番組『尾崎豊に会える日』の中で放送されているが、DVDなどには収録されていない。

## リリース
本作は1987年10月21日にCBS・ソニーから、LP2枚組、CD2枚組、CT2本組の3形態でリリースされた。
1991年5月15日にCDのみ再リリースされた他、1992年11月21日にはMD2枚組で再リリースされた。2001年9月27日には限定生産品として紙ジャケット仕様で再リリースされた。2012年8月29日には完全生産限定盤の4枚組CD-BOX『LIVEBEAT BOX』に収録される形で再リリースされたが、CD1枚組となったために収録曲の内「Driving All Night」「街の風景」「存在」の計3曲がカットされ、ボーナストラックとして「Teenage Blue」が追加収録されている。

## 批評
| 専門評論家によるレビュー      | 専門評論家によるレビュー |
| レビュー・スコア              | レビュー・スコア         |
| 出典                          | 評価                     |
| ----------------------------- | ------------------------ |
| 音楽誌が書かないJポップ批評35 | 否定的                   |
| 尾崎豊 Forget Me Not          | 肯定的                   |

本作の存在意義やサウンド面に対する批評家たちの評価は賛否両論となっており、音楽誌『別冊宝島1009 音楽誌が書かないJポップ批評35 尾崎豊 FOREVER YOUNG』においてフリーライターの河田拓也は、本作において尾崎は過去のライブのように日常の不満を発散させるかのような混沌としたものではなく、聴衆を勇気づけ楽しませるために歌っていると主張したが、「同時に闇雲な勢いやスリルは失われてもいた」と述べた他、ボーカルのバランスが大きく一体感と勢いに欠けるミックスであると否定的に評価した。音楽誌『別冊宝島2559 尾崎豊 Forget Me Not』において評論家の栗原裕一郎は、「俺はそいつの為に命を張る」とMCした尾崎が、「LAST TEENAGE APPEARANCE」ツアー終了後に無期限活動休止となり渡米した事でファンの期待を裏切った状態であった事に言及し、プロデューサーであった須藤が「もう一度みんなの前に帰ってきてほしい」という意味を込めて本作を制作した事情から、「結果的にだが失速する穴を埋めるタイミングで発表されたことは、尾崎にとっても救いだったのではないか」と肯定的に評価した。

## チャート成績
本作はオリコンアルバムチャートにおいて、LP盤は最高位第2位の登場週数12回で売り上げ枚数は3.9万枚となり、CD盤およびCT盤も含めた総合では最高位第2位の登場回数11回で売り上げ枚数は13.5万枚となった。この売り上げ枚数は尾崎豊のアルバム売上ランキングにおいて第13位となっている。1991年にリリースされたCD盤は最高位第6位の登場回数37回となり、売り上げ枚数は34.5万枚となった。この売り上げ枚数は尾崎豊のアルバム売上ランキングにおいて第8位となっている。
尾崎の死去直後である1992年5月25日付けのオリコンアルバムランキングでは第6位を獲得、同日のランキングでは第1位が『放熱への証』（1992年）、第4位が『回帰線』（1985年）、第5位が『十七歳の地図』（1983年）、第7位が『壊れた扉から』（1985年）、第9位が『誕生』（1990年）と過去作が次々にランクインし、ベスト10内の6作を尾崎の作品が占める事となった。また、『街路樹』（1988年）は第14位となった。

## 収録曲
- CDブックレットに記載されたクレジットを参照[26]。

| #         | タイトル              | 作詞・作曲 | 時間  |
| --------- | --------------------- | ---------- | ----- |
| 1.        | 「卒業」(GRADUATION)  | 尾崎豊     | 7:15  |
| 2.        | 「彼」(GRIEF)         | 尾崎豊     | 5:12  |
| 3.        | 「Driving All Night」 | 尾崎豊     | 5:54  |
| 4.        | 「Bow!」              | 尾崎豊     | 5:02  |
| 合計時間: | 合計時間:             | 合計時間:  | 23:23 |

| #         | タイトル                     | 作詞・作曲 | 時間  |
| --------- | ---------------------------- | ---------- | ----- |
| 5.        | 「街の風景」(SCENES OF TOWN) | 尾崎豊     | 10:32 |
| 6.        | 「ダンスホール」(DANCE HALL) | 尾崎豊     | 6:31  |
| 7.        | 「存在」(EXISTENCE)          | 尾崎豊     | 5:33  |
| 合計時間: | 合計時間:                    | 合計時間:  | 22:36 |

| #         | タイトル                              | 作詞・作曲 | 時間  |
| --------- | ------------------------------------- | ---------- | ----- |
| 1.        | 「Scrambling Rock'n'Roll」            | 尾崎豊     | 8:22  |
| 2.        | 「十七歳の地図」(SEVENTEEN'S MAP)     | 尾崎豊     | 6:26  |
| 3.        | 「路上のルール」(RULES ON THE STREET) | 尾崎豊     | 4:42  |
| 合計時間: | 合計時間:                             | 合計時間:  | 19:30 |

| #         | タイトル              | 作詞・作曲 | 時間  |
| --------- | --------------------- | ---------- | ----- |
| 4.        | 「15の夜」(THE NIGHT) | 尾崎豊     | 6:13  |
| 5.        | 「I LOVE YOU」        | 尾崎豊     | 5:11  |
| 6.        | 「シェリー」(SHELLY)  | 尾崎豊     | 8:43  |
| 合計時間: | 合計時間:             | 合計時間:  | 20:07 |

## スタッフ・クレジット
- CDブックレットに記載されたクレジットを参照[27]。

### 参加ミュージシャン
Yutaka Ozaki & Heart Of Klaxon
- 尾崎豊 – ボーカル、ギター、ピアノ
- 鴇田靖 – ギター
- 江口正祥 – ギター
- 樫原伸彦 – キーボード
- 松原博 – シンセサイザー
- 田口政人 – ベース
- 吉浦芳一 – ドラム
- 阿部剛 – サクソフォーン、フルート、パーカッション

### スタッフ
- YUTAKA OZAKI AND HEART OF KLAXON – プロデューサー
- 須藤晃 – コ・プロデューサー
- 杉本健 – ディレクター
- 助川健 – レコーディング、ミックス・エンジニア
- 田島照久 – カバー・デザイン、アート・ディレクション、写真撮影
- 浜野啓介 – ソニー・レコード・プロモーション・スタッフ
- おおさきたかお – ソニー・レコード・プロモーション・スタッフ

## チャート、認定
| チャート         | リリース年 | 最高順位 | 登場週数 | 売上数   | 規格       | 出典  |
| ---------------- | ---------- | -------- | -------- | -------- | ---------- | ----- |
| 日本（オリコン） | 1987年     | 2位      | 12回     | 3.9万枚  | LP         | [ 2 ] |
| 日本（オリコン） | 1987年     | 13位     | 4回      | 13.5万枚 | LP, CT, CD | [ 3 ] |
| 日本（オリコン） | 1991年     | 6位      | 37回     | 34.5万枚 | CD         | [ 3 ] |

| 国/地域 | 認定組織         | 日付      | 認定             | 売上数   | 出典   |
| ------- | ---------------- | --------- | ---------------- | -------- | ------ |
| 日本    | 日本レコード協会 | 1992年6月 | ゴールド         | 200,000+ | [ 28 ] |
| 日本    | 日本レコード協会 | 1993年4月 | プラチナ         | 400,000+ | [ 29 ] |
| 日本    | 日本レコード協会 | 2000年1月 | ダブル・プラチナ | 800,000+ | [ 4 ]  |

## リリース日一覧
| No. | リリース日     | レーベル                       | 規格         | カタログ番号 | 備考                                         | 出典                |
| --- | -------------- | ------------------------------ | ------------ | ------------ | -------------------------------------------- | ------------------- |
| 1   | 1987年10月21日 | CBS・ソニー                    | 2枚組LP      | 42AH2257〜8  |                                              | [ 3 ] [ 30 ]        |
| 2   | 1987年10月21日 | CBS・ソニー                    | 2枚組CD      | 50DH831〜2   |                                              | [ 3 ]               |
| 3   | 1987年10月21日 | CBS・ソニー                    | 2本組CT      | 42KH 2343〜4 |                                              | [ 3 ]               |
| 4   | 1991年5月15日  | ソニー・ミュージックレコーズ   | 2枚組CD      | SRCL1913〜4  |                                              | [ 3 ] [ 31 ] [ 32 ] |
| 5   | 1992年11月21日 | ソニー・ミュージックレコーズ   | 2枚組MD      | SRYL7054〜5  |                                              | [ 33 ]              |
| 6   | 2001年9月27日  | ソニー・ミュージックレコーズ   | 2枚組CD      | SRCL5162〜3  | 2面紙ジャケット仕様（完全限定生産盤）        | [ 34 ]              |
| 7   | 2012年8月29日  | ソニー・ミュージックレコーズ   | 4枚組CD      | SRCL-8081    | CD-BOX『LIVEBEAT BOX』収録（完全生産限定盤） | [ 35 ] [ 36 ]       |
| 8   | 2012年11月7日  | ソニー・ミュージックレーベルズ | ロスレスFLAC | -            | デジタル・ダウンロード                       | [ 37 ]              |
| 9   | 2014年4月1日   | ソニー・ミュージックレコーズ   | AAC-LC       | -            | デジタル・ダウンロード                       | [ 38 ]              |